# 音楽に関する世界一の一覧
音楽に関する世界一の一覧（おんがくにかんするせかいいちのいちらん）は、音楽の世界で一番や一位の一覧。

## 売り上げ

### アーティストの売り上げ
| アーティスト                       | アーティストの世界一                              | 売上枚数         | 備考                                                     |
| ---------------------------------- | ------------------------------------------------- | ---------------- | -------------------------------------------------------- |
| ビートルズ                         | 世界で最も売れた音楽グループ                      | 6億枚            | ギネス認定                                               |
| マイケル・ジャクソン               | 世界で最も売れたR&B（男性）アーティスト           | 5億枚            | [ 注釈 3 ]                                               |
| マイケル・ジャクソン               | 世界一売り上げたアルバムを出したアーティスト      | 1億枚            | アルバム"thriller"                                       |
| エルヴィス・プレスリー             | 世界で最も売れたソロのポップシンガー              | 5億枚            | ギネス認定                                               |
| エルヴィス・プレスリー             | 1日で売り上げたレコード枚数が世界一のアーティスト | 2000万枚         | プレスリーが死亡した翌日に全世界で売り上げた枚数。       |
| マドンナ                           | 世界で最も売れた女性（ソロ）アーティスト          | 3億3500万枚      | ギネス認定                                               |
| エルトン・ジョン                   | 世界で最も売れたピアノマン                        | 3億枚            |                                                          |
| レッド・ツェッペリン               | 世界で最も売れたハードロックバンド                | 3億枚            |                                                          |
| フリオ・イグレシアス               | 世界で最も売れたラテンシンガー                    | 3億枚            | ギネス認定                                               |
| マライア・キャリー                 | 世界で最も１位を獲得したソロアーティスト          | 2億8000万枚      | ギネス認定                                               |
| ヘルベルト・フォン・カラヤン       | 世界で最も売れた指揮者                            | 2億5000万枚      |                                                          |
| アーラ・プガチョワ                 | 世界で最も売れたロシアン・ポップス歌手            | 2億5000万枚      |                                                          |
| ボブ・マーリー                     | 世界で最も売れたレゲエ歌手                        | 2億5000万枚      |                                                          |
| エミネム                           | 世界で最も売れたヒップホップ歌手                  | 2億5000万枚      |                                                          |
| メタリカ                           | 世界で最も売れたヘヴィメタルバンド                | 2億枚            |                                                          |
| クイーン                           | 世界で最も売れたオペラロックバンド                | 1億7000万〜3億枚 |                                                          |
| ABBA                               | 世界で最も売れた男女混合グループ                  | 1億～2億枚       |                                                          |
| ホイットニー・ヒューストン         | 世界で最も売れたR&B（女性）アーティスト           | 1億7000万枚      |                                                          |
| ガース・ブルックス                 | 世界で最も売れたカントリー歌手                    | 1億5000万枚      | ギネス認定                                               |
| ミレイユ・マチュー                 | 世界で最も売れたシャンソン歌手                    | 1億2000万枚      |                                                          |
| 三橋美智也                         | 世界で最も売れた演歌歌手                          | 1億              |                                                          |
| ルチアーノ・パヴァロッティ         | 世界で最も売れたクラシックボーカリスト            | 1億枚            |                                                          |
| ケニー・G                          | 世界で最も売れたジャズ奏者                        | 1億枚            | ギネス認定                                               |
| B'z                                | 世界で最も売れたJ-POP歌手                         | 8000万枚         |                                                          |
| レディスミス・ブラック・マンバーゾ | 世界で最も売れたア・カペラグループ                | 1600万枚         | ギネス認定                                               |
| ゴリラズ                           | 世界で最も売れたバーチャルバンド                  | 1500万枚         | ギネス認定                                               |
| フェイ・ウォン                     | 世界で最も売れた広東語（香港ポップス）歌手        | 約970万枚        | 売上枚数は2000年3月時点でのアルバムの総売上。 ギネス認定 |
| マルキット・シン                   | 世界で最も売れたソロのバングラ歌手                | 490万枚以上      | ギネス認定                                               |
| ハレド                             | 世界で最も売れたライ歌手                          | 300万枚以上      | ギネス認定                                               |
| マーク・アンソニー                 | 世界で最も売れたトロピカル・サルサ歌手            |                  | ギネス認定                                               |

### アルバムの売り上げ
| アーティスト                                                   | アルバム                                                                                           | アルバムの世界一                                                  | 売上枚数                            | 備考                                                    |
| -------------------------------------------------------------- | -------------------------------------------------------------------------------------------------- | ----------------------------------------------------------------- | ----------------------------------- | ------------------------------------------------------- |
| マイケル・ジャクソン                                           | スリラー                                                                                           | 世界で最も売れたアルバム                                          | 7000万枚                            | ギネス認定                                              |
| ホイットニー・ヒューストン他                                   | 「ボディガード」オリジナル・サウンドトラック                                                       | 世界で最も売れたサウンドトラック                                  | 4400万枚                            | ギネス認定                                              |
| イーグルス                                                     | グレイテスト・ヒッツ 1971-1975                                                                     | 世界で最も売れたベスト・アルバム                                  | 4100万枚                            |                                                         |
| シャナイア・トゥエイン                                         | カム・オン・オーヴァー                                                                             | 世界で最も売れたカントリー・アルバム                              | 4000万枚                            | ギネス認定                                              |
| シャナイア・トゥエイン                                         | カム・オン・オーヴァー                                                                             | 世界で最も売れた女性ソロアーティストのアルバム                    | 4000万枚                            | ギネス認定                                              |
| ピンク・フロイド                                               | ザ・ウォール                                                                                       | 世界で最も売れた2枚組アルバム                                     | 3000万枚                            |                                                         |
| ブリトニー・スピアーズ                                         | ベイビー・ワン・モア・タイム                                                                       | 世界で最も売れたティーンエイジャーのソロ・アルバム                | 3000万枚                            | ギネス認定                                              |
| サンタナ                                                       | スーパーナチュラル                                                                                 | 世界で最も売れたラテン・ミュージシャンのアルバム                  | 3000万枚                            | ギネス認定                                              |
| エリック・クラプトン                                           | アンプラグド〜アコースティック・クラプトン                                                         | 世界で最も売れたライブ・アルバム                                  | 2600万枚（推定）                    | ギネス認定                                              |
| ボブ・マーリー&ザ・ウェイラーズ                                | レジェンド                                                                                         | 世界で最も売れたレゲエ・アルバム                                  | 2500万枚                            | ギネス認定                                              |
| [ 注釈 13 ]                                                    | ライオン・キング/オリジナルサウンドトラック                                                        | 世界で最も売れたアニメーションのサウンドトラック                  | 1500万枚                            | ギネス認定                                              |
| ケニー・G                                                      | ブレスレス                                                                                         | 世界で最も売れたジャズ・アルバム                                  | 1400万枚                            | ギネス認定                                              |
| ルチアーノ・パヴァロッティ プラシド・ドミンゴ ホセ・カレーラス | 3大テノール 世紀の競演                                                                             | 世界で最も売れたクラシック・アルバム                              | 1050万枚以上                        | ギネス認定                                              |
| ノトーリアス・B.I.G.                                           | ライフ・アフター・デス                                                                             | 世界で最も売れたギャングスタ・ラップ・アルバム                    | 米国1000万枚以上                    | ギネス認定                                              |
| ディクシー・チックス                                           | ワイド・オープン・スペーシズ                                                                       | 世界で最も売れたカントリー・グループのアルバム                    | 1000万枚                            | ギネス認定                                              |
| ブエナ・ビスタ・ソシアル・クラブ                               | ブエナ・ビスタ・ソシアル・クラブ                                                                   | 世界で最も売れたソン・アルバム                                    | 800万枚以上                         | ギネス認定                                              |
| ブエナ・ビスタ・ソシアル・クラブ                               | ブエナ・ビスタ・ソシアル・クラブ                                                                   | 世界で最も売れたワールドミュージック・アルバム                    | 800万枚以上                         | ギネス認定                                              |
| ジャミロクワイ                                                 | トラベリング・ウィズアウト・ムービング〜ジャミロクワイと旅に出よう〜                               | 世界で最も売れたファンク・アルバム                                | 700万枚                             | ギネス認定                                              |
| ファットボーイ・スリム                                         | ロングウェイ・ベイビー!!                                                                           | 世界で最も売れたビッグ・ビート・アルバム                          | 300万枚以上                         | ギネス認定                                              |
| ロニ・サイズ・レプラゼント                                     | ニュー・フォームズ                                                                                 | 世界で最も売れたドラムンベース・アルバム                          | 76万枚以上                          | ギネス認定                                              |
| ピート・トン ボーイ・ジョージ                                  | ジ・アニュアルII                                                                                   | 世界で最も売れたクラブ・ダンスのコンピレーション・アルバム        | 61万枚以上                          | ミニストリー・オブ・サウンドの企画アルバム。 ギネス認定 |
|                                                                | Now That's What I Call Music!                                                                      | 世界で最も売れたヒット曲集アルバムのシリーズ                      | シリーズ累計 2億枚以上              | ギネス認定                                              |
| ミートローフ                                                   | 地獄のロック・ライダー 地獄のロック・ライダーII〜地獄への帰還 地獄のロック・ライダー3〜最後の聖戦! | 世界で最も売れた三部作アルバム                                    | シリーズ累計 6500万枚               | ギネス認定                                              |
| ビートルズ                                                     | ザ・ビートルズ1                                                                                    | 世界で最も速く売れたアルバム                                      | 発売日に360万枚 発売1か月で1350万枚 | ギネス認定                                              |
| ジョン・F・ケネディ                                            | A Memorial Album                                                                                   | ポップス以外で最も早く売れたLP                                    | 1963年12月7日〜12日の6日間で400万枚 | ギネス認定                                              |
| アデル                                                         | 25                                                                                                 | 1か国で最も速く売れたアルバム                                     | アメリカで発売1週目に337万8000枚    | ギネス認定                                              |
| エミネム                                                       | ザ・マーシャル・マザーズ・LP                                                                       | 世界一早く売れたラップ・アルバム                                  | アメリカで発売1週目に176万枚        | ギネス認定                                              |
| マドンナ                                                       | MDNA                                                                                               | 世界で最も発売後の初週から2週目にかけての売り上げが落ちたアルバム |                                     | 88%下落。                                               |
| アデル                                                         | 25                                                                                                 | iTunesにて最速で売れたアルバム                                    | アメリカで初日に90万ユニット以上    | ギネス認定                                              |

リンプビスケット
（Chocolate Starfish And The Hot Dog Flavored Water）発売。全米初登場1位。ロック・アルバムの初動売り上げ記録を更新。累計1200万枚を越す大ヒットを記録全米では発売初日に40万枚、初週で約105万枚を売上げた。ロック・アルバムとしては史上最高の初週売上記録であり、現在も破られていない[2]。

### シングル・デジタルトラックの売り上げ
| アーティスト                           | シングル                                                    | シングルの世界一                                 | 売上枚数           | 備考                                |
| -------------------------------------- | ----------------------------------------------------------- | ------------------------------------------------ | ------------------ | ----------------------------------- |
| 肖戦                                   | 光点                                                        | 売上世界一のデジタルシングル                     | 5431万ダウンロード | ギネス認定                          |
| 肖戦                                   | 光点                                                        | 24時間で最も売り上げたデジタルシングル           | 2548万ダウンロード | 2020年4月25日〜26日の24時間での記録 |
| ビング・クロスビー                     | ホワイト・クリスマス                                        | 売上世界一の（フィジカル）シングル               | 5000万枚（推定）   | ギネス認定                          |
| エルトン・ジョン                       | キャンドル・イン・ザ・ウインド 〜ダイアナ元英皇太子妃に捧ぐ | 1950年代以後で売上世界一の（フィジカル）シングル | 3300万枚           | ギネス認定                          |
| ビル・ヘイリー・アンド・ヒズ・コメッツ | ロック・アラウンド・ザ・クロック                            | グループユニット売上世界一のシングル             | 2500万枚（推定）   | ギネス認定                          |
| ドメニコ・モドゥーニョ                 | ヴォラーレ                                                  | 売上世界一のカンツォーネのシングル               |                    |                                     |
| リアン・ライムス                       | ハウ・ドゥ・アイ・リヴ                                      | 売上世界一のカントリー・ミュージックのシングル   | 全米300万枚以上    | ギネス認定                          |
| ミーコ                                 | スター・ウォーズのテーマ/酒場のバンド                       | 売上世界一のインスト音楽のシングル               | 200万枚以上        | ギネス認定                          |

### チャートイン記録
| アーティスト         | シングル・アルバム                             | チャートの世界一 | 備考       |
| -------------------- | ---------------------------------------------- | --- | ---------- |
| マドンナ             | 『コンフェッションズ・オン・ア・ダンスフロア』 | 世界で最も多くのヒット・チャートで1位を獲得したアルバム。 世界40か国のチャートで1位を獲得。                                                          | ギネス認定 |
| レディー・ガガ       | 『ザ・フェイム』                               | 1枚のアルバムからのシングルが最も長くチャートインしたアルバム。 全英チャートで154週。                                                                |            |
| ボブ・ディラン       |                                                | 世界で最も長期にわたりチャート1位のスタジオ録音アルバムを制作したアーティスト。 全英チャート1位の最古と最新の作品とで録音時期に44年1か月の差がある。 | ギネス認定 |
| マライア・キャリー   | 『アイ・ウォナ・ノウ』                         | シングルチャート1位世界最長記録を持つ楽曲。 ブラジルのビルボードチャートで27週間1位を記録。                                                          | ギネス認定 |
| KinKi Kids           |                                                | 世界で最もデビュー曲からのシングルチャート初登場連続1位記録を持つアーティスト。 日本のオリコンチャートにおいてデビュー曲から47作連続1位。            | ギネス認定 |
| テイラー・スウィフト | 「私たちは絶対に絶対にヨリを戻したりしない」   | 世界最速でiTunesで1位を獲得した楽曲。 最短50分。 また、発売1週目に62.3万ユニットを売り上げる。                                                       | ギネス認定 |
| 山下達郎             | 「クリスマス・イブ」                           | 日本のシングルチャートに連続でチャートインした最多年数。 39年連続。                                                                                  | ギネス認定 |

## 曲数・アルバム数
- ゲオルク・フィリップ・テレマン - クラシック音楽で最も多作の作曲家。ギネス認定[18]。作曲数は4000曲とも6000曲とも言われるが、すでに楽譜の失われている曲や未発見の曲も多いと見られ、正確な曲の数は不明。
- ヨハン・メルヒオール・モルター - クラシック音楽で最も多作の交響曲作曲家。ギネス認定[18]。170曲を超える交響曲を作曲。
- ファニー・クロスビー - 最も多作の讃美歌作者。ギネス認定[39]。8500曲の讃美歌を制作。
- ヘルベルト・フォン・カラヤン - 世界で最も多く録音した指揮者。ギネス認定[40]。
- ラタ・マンゲーシュカル - 世界で最も多くの楽曲を録音したポピュラー音楽の歌手。3万曲以上。
- ヌスラト・ファテー・アリー・ハーン - 世界で最も多くのカッワーリーを録音した歌手。125枚を超えるアルバムを制作。ギネス認定[4]。
- フェラ・クティ - 世界で最も多くのアフリカ音楽を録音した歌手。ソロで46枚、クーラ・ロビトスとして12枚のアルバムを制作。ギネス認定[9]。
- グレイトフル・デッド - 世界で最も多くのライブ・アルバムを制作したアーティスト。公式アルバム167枚。ギネス認定[41]。

## 曲長
- ジェム・ファイナーの「ロングプレイヤー」 - 世界一長い曲。曲の長さは1,000年。 ロンドンのThe O2で2000年1月1日からコンピュータによって演奏されており、予定では反復無しで2999年12月31日まで続き、始めに戻ることになっている。ギネス認定[42]。
- アーセナ(Earthena)の「Symphony of the Crown」 - 世界一長い正式リリースされた曲。48時間39分35秒。ギネス認定[43]。
- カールハインツ・シュトックハウゼンの「光」 - 連作オペラの中では最大の長さ。各曲が二十数時間あり7日間を要する。
- エリック・サティの「ヴェクサシオン」 - 繰り返しありで世界一長いピアノ音楽。
- リチャード・ロジャース（作曲）、 ロバート・ラッセル・ベネット（編曲）の「海の勝利」 - 世界一長い交響曲。同名のテレビのドキュメンタリー番組のために作曲された。13時間。ギネス認定[26][44]。ただし、これは編曲作品であり演奏会の上演を目的とした作品ではない。
- ディミトリエ・ククリン（ルーマニア語版）の交響曲第12番 - 6時間かかる交響曲。演奏会の上演を目的とした独唱と合唱を含むオーケストラのための編曲ではないオリジナルの交響曲で世界最長。
- カイホスルー・シャプルジ・ソラブジの「交響変奏曲」 - 繰り返し抜きで世界一長いピアノ音楽。8時間。しかし、これは多楽章・多部形式である。1983年当時の日本語版ギネスブックには掲載あり。
- カルロ・アレッサンドロ・ランディーニの「第5ソナタ(2009-2014)」 - 繰り返し抜きで世界一長いピアノソナタ。完全版の全曲通奏で7時間。またこの作品は休止を含む一切の切れ目はない。
- キャロリン・アン・エイシュ(Carolyn Ann Aish) の「Sing God's Song」 - 世界一長い讃美歌。754節、3016行。ギネス認定[39]。
- 鉄道唱歌 -  日本のカラオケで歌える曲のうちもっとも収録番数が多い曲[45]。JOYSOUNDでは374番のうち、第一集に収録されている66番まで歌うことができる。収録時間15分59秒。
- トゥールの「フィア・イノキュラム」 -  アメリカ合衆国のBillboard Hot 100にチャートインした作品の中で、1曲の長さが最長。10分21秒。ギネス認定[46]。
- テイラー・スウィフトの「オール・トゥー・ウェル（テイラーズ・ヴァージョン）」 -  アメリカ合衆国のBillboard Hot 100で1位を獲得した作品の中で、1曲の長さが最長。10分13秒。ギネス認定[43]。
- ナパーム・デスの「YOU SUFFER」 - ギネスブックに掲載されている世界一短い曲。1秒。

 S.O.B、 BBQ CHICKENSの楽曲にも1秒のものがある。
一説には ジョン・ケージの「0分00秒」（メロディが存在しない）で題目通りの演奏例が ドイツのデッテンハウゼンであった。
- ピコ太郎の「ペンパイナッポーアッポーペン(PPAP)」 -  アメリカ合衆国のBillboard Hot 100にチャートインした作品の中で、1曲の長さが最短。45秒。ギネス認定[47][48]。

## 速度
- モービーの「thousand」 - 世界最速の曲。1,000BPM。
- エクストラトーン - 世界最速の曲が存在する楽曲ジャンル。ある動画サイトには個人的に作ったものと思われる最大180000BPMという凄まじいスピードを誇る曲がアップされている。
- チアゴ・デラ・ヴェガ -世界最速のギタリスト。ヘヴィメタルバンド、バーニング・イン・ヘルの元メンバー。1秒間に38音、レガートなしでフルピッキングで発音。
- リッキー・ブラウン（英語版） - 世界最速のラッパー。2005年1月15日に「ノー・クルー」という曲で、51.27秒の間に723節をラップで歌った。ギネス認定[49][50]。
- Risky（島崎和歌子）の「My life is...」 - 世界最短でCDリリース。ジャケット撮影からレコーディング・CD完成までの時間が4時間28分。ギネス認定[51]。
- プリティッシュ・A・R (Pritish A R) - 1分間で最多のドラムビート。2021年12月16日に2370回を達成。ギネス認定[52]。

## 歌唱能力
- ジョージア・ブラウン - 世界一高い声を出し、世界一広い音域を持つ歌手。ギネス認定[53]。
- アダム・ロペス（英語版） - 男性で世界一高い声を出す歌手。
- フローレンス・フォスター・ジェンキンス - 人類史上、最も歌が下手だったとされる歌手[54]。

## 演奏
- B.B.キング - ライブコンサート開催回数。8,000回以上。
- マーク・ピアソン(Mark Pearson) - 個人で行ったカラオケ長時間記録世界一。25時間45分。ギネス認定[49]。
- U2の「360° Tour」 - コンサート・ツアーの中の1公演での動員数が世界一。 FNBスタジアムにて約9万人。
- U2の「360° Tour」 - 1コンサート・ツアーでの興行収入世界一。7億3613万7344ドル。ギネス認定[55][11]。
- マドンナの「Sticky & Sweet Tour」 - 女性アーティストによる1コンサート・ツアーでの収益世界一。4億800万ドル。ギネス認定[56]。
- ロジャー・ウォーターズの「ザ・ウォール・ライブ」（2010年〜2013年） - ソロアーティストによる1コンサート・ツアーでの収益世界一。4億5850万ドル。ギネス認定[57]。
- エド・シーランの「ディバイド・ワールド・ツアー（英語版） 2018」 - 1コンサート・ツアーでの1年間の興行収入世界一。4億2950万ドル（ビルボード・ボックススコア調べ）。ギネス認定[16]
- デザート・トリップ（英語版）（2016年10月7日〜9日、14日〜16日） - 音楽フェスティバルの興行収入世界一。チケット15万枚の売上が1億6011万2532ドル。ギネス認定[58]。
- Secret Solstice 2016（2016年6月17日〜19日） - 世界最高額のチケットを販売した音楽フェスティバル。「Package of the Gods」の価格が100万ドル[59]。
- ロス・レドンドス（英語版）の『Ji Ji Ji』 - ライブにて、観客が同時にジャンプする人数が世界一。 リーベル・プレート・スタジアム公演時で約7万人。
- チャーリー・シンプソン - 世界最寒のコンサートを行ったミュージシャン。2012年11月24日、 オイミャコンでマイナス30℃。ギネス認定[60]。
- アゴナイザー（英語版） - 世界最深のコンサート（地底）を行ったミュージシャン。2007年8月4日、 ピュハサルミ鉱山（英語版）で深度1271m。ギネス認定[60]。
- ケイティ・メルア - 世界最深のコンサート（水底、コンテナ内）を行ったミュージシャン。2006年10月1日、 トロールAガス田で水深303m。ギネス認定[60]。
- ジャミロクワイ - 世界最速のコンサートを行ったミュージシャン。2007年2月27日、 ミュンヘン発のZT6902便で時速1017km。ギネス認定[60]。
- オズ・ベイルドン(Oz Bayldon) - 地球上で最も高い場所でコンサートを行ったミュージシャン。2012年5月16日、 ヒマラヤ メラピーク（英語版）で海抜6476m。ギネス認定[60]。
- イヴリナ・デ・レイン(Evelina De Lain) - 世界一標高が高い場所でグランドピアノを演奏したミュージシャン。2018年9月6日、 インドのヒマラヤ山脈で標高4946m。ギネス認定[61]。
- 3000人の吹奏楽 - 世界最大のマーチングイベント。参加者は11,157人。
- 琴伝流による大正琴アンサンブル - 世界最多人数編成のアンサンブル演奏。2008年4月13日、 静岡市駿河区池田のグランシップに於いて2,864名の編成。ギネス認定。
- ザ・フレーミング・リップス - 1日で行ったライヴ数世界一。8公演。
- ザ・フー - 世界一の大音響バンド。最大120デシベル。
- マノウォー - 世界で最もライブでの音量が大きいヘヴィメタルバンド。
- ケンドリック・ラマーの『第59回スーパーボウル』ハーフタイムショー - 最も視聴されたスーパーボウルのハーフタイムショー。視聴者1億3350万人[62]。
- ライヴエイド - 最もテレビで視聴されたロックコンサート。世界150か国で19億人がテレビで視聴した。ギネス認定[41]。
- ロッド・スチュワートが1994年12月31日に コパカバーナで開催したコンサート - 無料コンサートの最多観客数。420万人。ギネス認定[63][注釈 18]。
- 『モルソン・カナディアン・ロックス・フォー・トロント（英語版）』（2003年7月30日開催） - 有料コンサートの最多観客数。48万9176人。ギネス認定[63]。
- LIVE 8 - 同時開催のロックコンサートの最多観客数。世界10都市で同時開催。推定100万人。ギネス認定[64]。
- ニューヨーク・フィルハーモニックが1986年7月5日に セントラル・パークのグレート・ローンで開催した無料野外コンサート - クラシック・コンサートの最多観客数。推定80万人。ギネス認定[18]。
- ドナウインゼルフェスト（英語版）2015[注釈 19] - 1か所で開催された音楽フェスの最多観客数。330万人。ギネス認定[65]。
- レッド・ツェッペリンが2007年12月10日に O2アリーナで開催した再結成ライブ - 最もチケット購入希望者が多かったコンサート。発売されたチケット18000枚に対し購入希望者は2000万人以上。ギネス認定[63]。
- リセ・オートゲイナ（英語版）と ジョシュア・ポートウェイ（英語版）、オーランド・ゴフ（英語版）の『霧笛レクイエム (Foghorn Requiem)』 - 船の霧笛が最も多い曲。イギリスでの霧笛の使用終了を受け作曲され、2013年6月22日に3つのブラスバンド、北海に集まった55隻の船、スーター灯台（英語版）の霧笛によって一斉に演奏された。ギネス認定[42]。
- ピンクポップ・フェスティバル - 世界最古の毎年開催のポップミュージックフェスティバル。1970年から毎年開催されており2019年で50周年。ギネス認定[41]
- カラカスで2021年11月13日に行われた『スラヴ行進曲』の演奏 - 最大規模のオーケストラ。シモン・ボリバル・オーケストラ団員や子供たちなど8573人の音楽家が集まり行われた。ギネス認定[66]。

## ミュージックビデオ
- ファレル・ウィリアムスの「ハッピー」 - 世界最長のミュージックビデオ。24時間。ギネス認定[67]。
- マイケル・ジャクソン &  ジャネット・ジャクソンの「スクリーム」 - 世界で最も制作費のかかったミュージックビデオ。700万ドル。ギネス認定[68]。
- マイケル・ジャクソンの「スリラー」 - 世界で最も売れたミュージックビデオ。100万枚。ギネス認定[69][注釈 20]。
- ナパーム・デスの「YOU SUFFER」 - 世界最短のミュージックビデオ。1秒。ギネス認定。
- レディー・ガガ featuring  ビヨンセの「テレフォン」 - 最もプロダクトプレイスメントが多いミュージックビデオ。ギネス認定[67]。
- ボブ・ディランの「ライク・ア・ローリング・ストーン」 - 楽曲発表からオフィシャルビデオの発表までに最も時間がかかった楽曲。シングル発売から48年後に発表。ギネス認定[67]。
- SKE48の『この日のチャイムを忘れない』 - 最も多くミュージックビデオが収録されたアルバム。63曲のミュージックビデオが収録されたボーナスDVDが付属。ギネス認定[37]。
- アデルの「Hello」 - VEVOで24時間に最も再生されたミュージックビデオ。2015年10月23日の公開から24時間で約2320万回[70]

### YouTube
- BLACKPINK - YouTubeのチャンネル登録者が最も多いアーティスト。8000万人（2022年9月5日現在）[71]。
- ジャスティン・ビーバー  - YouTubeのチャンネル登録者が最も多い男性ソロミュージシャン。6980万人（2022年8月18日現在）。
- アリアナ・グランデ  - YouTubeのチャンネル登録者が最も多い女性ソロミュージシャン。5160万人（2022年7月21日現在）。
- ルイス・フォンシ（英語版） featuring ダディー・ヤンキーの「デスパシート」 - YouTubeで最も再生されたミュージックビデオ。80億回（2022年11月9日時点）[72]。
  - 100億回（2022年1月14日時点）再生され、YouTube史上最も再生された動画となった[73] ピンキッツ（英語版）の「ベイビー・シャーク（英語版）」を「子供向けミュージックビデオ」とする記事もある[74]。
- ガンズ・アンド・ローゼズの「ノーヴェンバー・レイン」 - YouTubeで最も再生された1990年代発表のミュージックビデオ。12億回以上[75]。
- クイーンの「ボヘミアン・ラプソディ」 - YouTubeで最も再生された1990年以前に作成されたミュージックビデオ。2019年7月22日に10億回突破[76]。
- ガンズ・アンド・ローゼズの「スウィート・チャイルド・オブ・マイン」 - YouTubeで最も再生された1980年代発表のミュージックビデオ。10億回以上[75]。
- BTSの『Butter』
  - YouTubeで最速で1億回再生を達成したミュージックビデオ。
  - YouTubeで24時間に最も再生されたミュージックビデオ。1億820万回[77]。
  - YouTube Premiumで最も多く視聴されたミュージックビデオ。公開時点で390万人が同時アクセス[77]。
- リサの『LALISA』 - YouTubeで24時間に最も再生されたソロアーティストのミュージックビデオ。7360万回[78]。
- アデルの『Hello』 - YouTubeで最速で10億回再生を達成したミュージックビデオ。88日[79]。ギネス認定[80]。

## ストリーミング
- SoundCloud - 世界で最も楽曲数の多いストリーミングサービス。3億曲以上。ギネス認定[29]。
- ルイス・フォンシ（英語版） featuring ダディー・ヤンキーの「デスパシート」 - 世界で最もストリーミングされた曲。50億回（2018年時点）。ギネス認定[81]
- クイーンの「ボヘミアン・ラプソディ」 - 世界で最もストリーミング及びインターネット上でミュージックビデオが再生された20世紀発表の曲。16億回を超える[82]。
- ドレイク - Spotifyで最もストリーミングされたアーティスト。110億回（2017年4月26日現在）。ギネス認定[83]。
- エド・シーランの「シェイプ・オブ・ユー」
  - Spotifyで最もストリーミングされた曲。30億2665万7640回（2022年1月23日現在）。ギネス認定[43]。
- アデルの「イージー・オン・ミー（英語版）」
  - Spotifyで24時間に最もストリーミングされた曲。2021年10月15日の1日で1974万9704回。ギネス認定[24]。
  - Amazon Musicで発売初日に最もストリーミングされた曲[84]。
- マイリー・サイラスの「フラワーズ」
  - Spotifyで1週間に最もストリーミングされた曲。2023年1月20日〜26日の7日で1億1515万6896回。ギネス認定[85]。
  - Spotifyで最速で10億回再生を達成した曲[86]。
- カミラ・カベロ featuring ヤング・サグの「ハバナ（英語版）」 - Spotifyで最もストリーミングされた女性アーティストがリードボーカルの楽曲。11億8204万1228回（2019年3月27日現在）。ギネス認定[87]
- ジャスティン・ビーバーの『パーパス（英語版）』 - Spotifyで最もストリーミングされたアルバム。46億回（2017年4月26日現在）。ギネス認定[83]。
- テイラー・スウィフトの『ミッドナイツ』
  - Spotifyで発売初日に最もストリーミングされたアルバム。1億8500万回[88]。
  - Spotifyで1週間に最もストリーミングされたアルバム。7億8500万回[88]。
  - Amazon Musicで発売初日に最もストリーミングされたアルバム[88]。
  - Apple Musicで発売初日に最もストリーミングされたポップ・アルバム[88]。
- テイラー・スウィフト
  - Spotifyで1日で最もストリーミングされたアーティスト。2.28億回[88]。
  - Spotifyで最もストリーミングされた女性アーティスト。411億3000万回（2023年2月16日現在）。ギネス認定[89]。
- ドレイクの『スコーピオン（英語版）』 - 世界で1週間に最もストリーミングされたアルバム。10億回以上[90]。ギネス認定[91]
- アリアナ・グランデの「サンキュー、ネクスト」 - Spotifyで最速で1億回再生を達成した楽曲。11日[92]。
- エド・シーラン - Spotifyで最もフォロワー数の多い歌手。2022年4月22日現在、9534万5034人。ギネス認定[24]。
- アリアナ・グランデ - Spotifyで最もフォロワー数の多い女性歌手。2022年4月22日現在、7820万人。ギネス認定[24]。
- BTS - Spotifyで最もフォロワー数の多いグループ歌手。2022年4月22日現在、4790万人。ギネス認定[24]。

## 賞
- ビヨンセ - 個人でグラミー賞最多受賞。2023年までに通算32回受賞[93]。
- ジェイ・Z、 カニエ・ウェスト - ラッパーでグラミー賞最多受賞。2022年までに通算24回受賞（タイ記録）。ギネス認定[94]。
- U2 - グループアーティストでグラミー賞最多受賞。通算22回受賞。ギネス認定[7][94]。
- マイケル・ジャクソン、 ノラ・ジョーンズ - 個人アーティスト単年度でのグラミー賞最多受賞。8部門受賞（タイ記録）[95]。
- サンタナ - グループアーティスト単年度でのグラミー賞最多受賞。2000年のグラミー賞において8部門受賞。ギネス認定[7][94]。
- フー・ファイターズ - グラミー賞最優秀ロック・アルバム賞最多受賞。2001年〜2022年に通算5回受賞。ギネス認定[94]。
- アンジェリーク・キジョー - グラミー賞最優秀グローバル・ミュージック・アルバム最多受賞。2015年〜2022年に通算4回受賞。ギネス認定[96]。
- ジェイ・Z、 ビヨンセ - グラミー賞最多ノミネート。2023年までに通算88回ノミネート[97]。
- ベラ・フレック - 個人でグラミー賞にノミネートされた部門が最多。カントリー、ポップス、ジャズ、ブルーグラス、クラシック、フォーク、朗読、作曲、編曲においてノミネート。ギネス認定[7]。
- ビヨンセ - 単年度でのグラミー賞最多ノミネート。2023年のグラミー賞において9部門ノミネート[97]。
- ロビー・ウィリアムズ - 個人でブリット賞最多受賞。2005年までに通算14回受賞。ギネス認定[7]。
- レシデンテ（英語版）、 ビシタンテ（英語版） - ラテン・グラミー賞通算最多受賞。第18回までに通算24回（タイ記録）。ギネス認定[98]。
- スティーヴン・ソンドハイム - トニー賞最多受賞作曲家。通算7回。ギネス認定[94]。
- ジャスティン・ビーバー - ニコロデオン・キッズ・チョイス・アワード最多受賞男性歌手。2022年までに通算9回。ギネス認定[94]。
- アリアナ・グランデ - ニコロデオン・キッズ・チョイス・アワード最多受賞女性歌手。2022年までに通算8回[注釈 21]。ギネス認定[94]。
- BTS - ニコロデオン・キッズ・チョイス・アワード最多受賞グループ歌手。2022年までに通算6回。ギネス認定[94]。
- 蔡依林（ジョリン・ツァイ） - 金曲奨年度楽曲賞（中国語版）最多受賞歌手。2007年〜2019年に通算3回。ギネス認定[24]。
- BTS - Mnet Asian Music Awards大賞最多受賞歌手。2021年までに通算17回。ギネス認定[24]。
- テイラー・スウィフト - アメリカン・ミュージック・アワード最多受賞歌手。2022年までに通算40回。ギネス認定[89]。
- ポール・マッカートニー - ゴールドディスクの最多保持者。
- パナヨティス・ココラス - 国際作曲コンクールの最多受賞者の作曲家。通算60回以上。
- アレクサンドル・ヤコブレフ - 国際ピアノコンクールの最多受賞者。alink-argerich財団調べで通算56回[注釈 22]。
- アンディ・ラウ - 最も多くの賞を受賞した広東ポップ（香港ポップス）歌手。2000年4月現在までに通算292回。ギネス認定[4]。
- レディー・ガガの「シャロウ 〜『アリー/ スター誕生』 愛のうた」 - 最も賞を受賞した曲。第76回ゴールデングローブ賞、第91回アカデミー賞、第61回グラミー賞など32冠[99]。
- サルヴァドール・ソブラル - ユーロビジョン・ソング・コンテストで最高点を獲得した歌手。審査員票382点、一般票376点、合計で758点を獲得。ギネス認定[100]。
- Wizkid
  - オール・アフリカ・ミュージック・アワード（英語版） (AFRIMA)最多受賞。通算8回。ギネス認定[6]。
  - オール・アフリカ・ミュージック・アワードの最優秀アーティスト賞最多受賞。2021年までに通算3回。ギネス認定[6]。
- イバ・ワン（フランス語版） - 単年度でのオール・アフリカ・ミュージック・アワード最多受賞。2021年のAFRIMAにおいて5部門受賞。ギネス認定[6]。

## 最年少・最高齢
- クレオパトラ・ストラタンの「恋のギツァ」 - 世界最年少のシングルチャート1位（ ルーマニア）。3歳[101]。
- シャルロット・チャーチの『天使の歌声』 - 世界最年少のクラシックチャート1位。1998年11月9日、12歳9か月で全英クラシック・アルバム・チャート1位。ギネス認定[18]。
- きんさんぎんさん（成田きん & 蟹江ぎん） - 世界最年長ラッパー。1992年に二人の100歳の誕生日を記念してラップを発表。ギネス認定[19][49]。
- ゴールデン・シニア・トリオ - 世界最高齢のバンド。2015年時点で平均年齢83歳。ギネス認定[102]。
- ジュリアン・パボン(Julian Pavone) - 世界最年少でデビューしたドラム奏者。5歳。ギネス認定。
- スモーキー・ドーソン（英語版）の『Homestead of My Dreams』 - 世界最高齢のオリジナルのニューアルバム発売。2005年8月22日に92歳4か月14日で発売。ギネス認定[103]。
- すぎやまこういち - 最高齢でゲーム音楽を作曲した作曲家。2017年7月29日、86歳109日（発売日ベース）で自身が作曲した『ドラゴンクエストXI 過ぎ去りし時を求めて』が発売。ギネス認定[42]。
- アナスタシア・リジコフ - ジュニア部門ではない国際ピアノコンクールの史上最年少受賞者。28歳までのカテゴリーを12歳で優勝。[104]
- ブランドン・ベイリー・ジョンソン(Brandon Bailey Johnson) - 世界最年少のプロの音楽プロデューサー。2015年2月21日、12歳363日でセルフプロデュースしたアルバム『My Journey』を発売。ギネス認定[60]。
- マヒーン・ディアス（英語版） - 最高齢ラテン・グラミー賞受賞。2017年11月16日、94歳321日でアルバム『El Orisha de la Rosa』が第18回ラテン・グラミー賞の「最優秀レコーディング・パッケージ賞」を受賞。ギネス認定[98]。
- ビリー・アイリッシュ
  - 最年少でグラミー賞主要4部門を受賞。ギネス認定[46]。
  - 最年少で映画音楽賞の三冠を達成。20歳99日。「ノー・タイム・トゥ・ダイ」でグラミー賞視覚メディア楽曲賞（英語版）・ゴールデングローブ賞 主題歌賞・アカデミー歌曲賞を受賞。ギネス認定[43]。
- ヴァネッサ・メイ - 世界最年少でレコーディングしたヴァイオリニスト。1991年、13歳でチャイコフスキーの「ヴァイオリン協奏曲」とベートーヴェンの「ヴァイオリン協奏曲」を録音。ギネス認定[105]。
- 村方乃々佳 - アルバムをリリースした最年少ソロアーティスト。2021年5月26日、2歳361日でデビューアルバム『ののちゃん 2さい こどもうた』が発売。ギネス認定[106]。
- ヴィクトリー・ブリンカー（英語版） - 世界最年少オペラ歌手。2019年、7歳314日でピッツバーグ公立劇場にてコンサートを開催。ギネス認定[66]。
- マテオ・アダルベスト・ロペス(Mateo Adalberto López) - 世界最年少マリアッチ歌手。2019年4月21日、4歳236日でマリアッチ・バンドと共演。ギネス認定[66]。

## キャリア
- 豊竹団司 - オペラ歴最長。1898年〜1989年（91年間）にわたり女義太夫を演じた。ギネス認定[40]。
- ジョン・ギャノン(John Gannon) - バンドメンバー最長。1936年3月22日〜2017年現在（81年間）にわたり、セントジェイムズ・ブラス・アンド・リード・バンド(Saint James's Brass & Reed Band)の正会員。ギネス認定[107]。
- ラヴィ・シャンカル - シタール歴最長。1939年〜2012年（73年間）。ギネス認定[4][注釈 23]。
- ベニー・ウォーターズ（英語版） - ジャズ歴最長。1918年〜1998年（70年間）。ギネス認定[108]。
- セリア・クルス - サルサ歴最長。1950年〜2003年（53年間）。ギネス認定[4][注釈 24]。
- ユーディ・メニューイン - 最も長期間、一社とレコーディング契約を結んでいたアーティスト。1931年〜1999年（68年間）にわたりEMIとレコーディング契約を結んでいた。ギネス認定[108]。
- オラシオ・サルガン - タンゴ歴最長。1930年〜2004年（74年間）。
- SCANDAL - 最も長期間、同一メンバーで活動した女性ロックバンド。2006年8月28日〜2023年現在（17年間）も活動中。ギネス認定[109]。
- アン・ミラー(Anne Miller) - 同一オーケストラによる最長キャリア。2022年6月25日時点で71年194日間、レッドヒル・シンフォニア(Redhill Sinfonia)の団員。ギネス認定[85]。

## プロデュース
- ジョージ・マーティン - 最も成功した音楽プロデューサー。ギネス認定[1]。
- ショーン・コムズ - 最も成功したラップのプロデューサー。1997年にプロデュース作品のシングル4枚が計36週にわたり全米ラップチャートで1位となった。ギネス認定[19]。
- ジャニー喜多川
  - 最も多くのコンサートをプロデュースした人物。2000年〜2010年に8419回[110][111][注釈 25]。
  - 最も多くのチャート1位シングルをプロデュースした人物。1974年〜2010年に日本のオリコンチャートにおいて232曲[110][111][注釈 25]。
  - 最も多くのチャート1位アーティストを生み出したプロデューサー。日本のオリコンチャートにおいて35組[111][注釈 25]。

## 報酬
- ドクター・ドレー - 1年で最も稼いだミュージシャン。2014年6月までの1年間の収入が『フォーブス』誌の推定で6億2000万ドル[注釈 26]。ギネス認定[113]。
- テイラー・スウィフト - 1年で最も稼いだ女性ミュージシャン。2016年6月1日までの1年間の収入が『フォーブス』誌の推定で1億7000万ドル。ギネス認定[48]。
- カルヴィン・ハリス - 1年で最も稼いだDJ。2015年6月までの1年間の収入が『フォーブス』誌の推定で6600万ドル。ギネス認定[28]。
- マライア・キャリー - 一瞬で得られた報酬世界一の歌手。レーベルとの契約打ち切り時に2,800万ドル（30億8,000万円）を受け取った。ギネス認定[49]。

## 媒体
- デジタルマイクロカセット用のテープ - 世界最小のカセットテープ。30×21×5ミリメートル。ギネス認定[114]。
- メアリー王妃のドールハウスからの注文でHMVのスタジオで録音されたレコード - 世界最小のレコード。直径33.3ミリメートル。1曲入りで、6種のレコードが計9万2000枚プレスされ、うち英国国歌「国王陛下万歳」が3万5000枚を占めた。ギネス認定[114]。市販もされた[115]。
- パテ・テアトル - 世界最大のレコード。直径50センチメートル[115]。
- 世界一収録時間の長いCD。- レミ・バロー（フランス語版） 指揮／ザンクト・フローリアン・アルトモンテ管弦楽団　アントン・ブルックナー：交響曲第3番（1873年稿）(Gramola 99044)（89分03秒）[116]。

## その他
- 「Happy Birthday to You」 - 世界で最も歌われる（英語の）歌。原曲は「Good Morning to All」。ギネス認定[117]。
- マドンナ - 最も音源がリミックスされた歌手。324回。ギネス認定[11]。
- ビートルズ - 最も持ち歌がカバーされた歌手。4136回。ギネス認定[11]。
- ジェームズ・ブラウン - 最も音源がサンプリングされた歌手。7094回。ギネス認定[2]。
- ジョージ・ガーシュウィンの「サマータイム」 - 最もカバーされた曲。214回。ギネス認定[11]。
- ヒューマン・リソース（英語版）の「ドミネーター（英語版）」 - 最もリミックスされた曲。41回（3バージョンのセルフリミックスも存在）。ギネス認定[2]。
- ザ・ウィンストンズ（英語版）の「アーメン・ブラザー(Amen, Brother)」 - 最もサンプリングされた曲。2835回。ギネス認定[2]。アーメンブレイクも参照。
- クイーン
  - 世界で最も長く続いているファンクラブを持つロックバンド。1973年から運営。
  - 世界で最も海賊版が出回っているアーティスト。世界中で12225個の海賊版ウェブサイトを確認。
- クイーンの「伝説のチャンピオン」 - 音声学上最もキャッチーなメロディの楽曲[118][119]。
- クイーンの「ドント・ストップ・ミー・ナウ」 - 科学的に最も人を幸せな気持ちにさせる曲[120]。
- マイケル・ジャクソン - 人気歌手による販促キャンペーン費用、最高額。合計4000万ドル。
- AKB48 - 世界一人数の多いポップグループ。2013年3月時点で88人が在籍。ギネス認定[121]
  - 期間限定ユニットとしては、 煩悩ガールズに109人が在籍していたことがある。
- ハヴァーガル・ブライアンの交響曲第1番「ゴシック」 - 世界一大きな楽器編成の音楽。8管編成。
  - 一説には エクトル・ベルリオーズの「葬送と勝利の大交響曲」作品15だが弦楽器等の使用が任意とされている。9管編成。
- ジョン・ケージの「4分33秒」、 ロイヤル・ブリティッシュ・リージョン（英語版）の「2分間の沈黙」(2 Minute Silence) - 最も静寂な音楽。どちらも無音。ギネス認定[122]。
- 「レット・イット・ゴー」- 最も多くの言語が使われているシングル。22名の歌手のリレー形式で歌われる25か国語バージョンが制作された。ギネス認定[13]。
- ビートルズの『ザ・ビートルズ』モノラル盤 - オークションで取引された最高額のレコード。2015年12月5日、リンゴ・スターが アメリカ合衆国・ロサンゼルスのジュリアンズオークションに出品、79万ドルで落札された。ギネス認定[28]。
- ザ・クオリーメンの「ザットル・ビー・ザ・デイ/イン・スパイト・オブ・オール・ザ・デインジャー」 - 最高価値のシングルレコード。現存する唯一のシングルの価値が推定12万4400ドル。ギネス認定[60]。
- ウータン・クランの『ワンス・アポン・ア・タイム・イン・シャリオン（英語版）』 - 最高額のアルバム。アート作品として1枚だけ発表され、2014年にオークションにかけられ、数百万ドルで落札された。2015年にブルームバーグ ビジネスウィーク誌の調査により、落札者はマーティン・シュクレリで、落札額は200万ドルであることが明らかにされた[123]。その後、分散型自律組織(DAO)の一つである「PleasrDAO」が400万ドルで購入した[124]。
- ザ・ポケット・ゴッズ(The Pocket Gods)の『100xmas30』 - 曲数最多のデジタルアルバム。計111曲収録。ギネス認定[60]。
- ハリー・ショッタ・ショー(Harry Shotta Show)の「Animal」 - 1曲あたりの単語数が最も多いシングル曲。1771単語（1秒あたり4.79単語）。ギネス認定[125]。
- CD9（英語版） - 最も長い時間続けてCDにサインしたアーティスト。2016年4月25日、 メキシコシティで4時間54分、アルバム『Evolution』特別盤6194枚にサインし続けた。ギネス認定[60]。
- 『GET WILD SONG MAFIA』 - トップ100にチャートインした作品の中で、1枚のアルバムに収録された同一曲のバージョン・リミックス違いが最多。計36バージョン収録。日本のオリコン週間アルバムランキングにおいて2017年4月17日付で初登場4位。ギネス認定[126]。
- トニー・ベネットの「ファシネイティング・リズム（英語版）」 - 同一アーティストのオリジナル録音から再録音までの期間が最長。1949年にオリジナル版を発売。2018年発売のアルバム『ラヴ・イズ・ヒア・トゥ・ステイ（英語版）』にダイアナ・クラールとの共演版を収録。ギネス認定[91]
- ナウ・ユナイテッド（英語版） - 最多国籍のポップグループ。結成当初、世界14か国出身のメンバーにより構成[127]。ギネス認定[6]。
- ユーロビジョン・ソング・コンテスト - 最も長く続く毎年恒例の国際的テレビ音楽コンテスト。1956年開始[注釈 27]。ギネス認定[6]。
- ウォーマッド - 最大規模の国際音楽祭。ギネス認定[96]。
- PONEY - 個人による最長のラップマラソン。2023年4月22〜24日に48時間1分10秒。ギネス認定[128]。
- angela - 同じアーティストにより歌われたアニメーションフランチャイズの歌曲の最多数。『蒼穹のファフナー』のテレビ版・劇場公開版・舞台版の楽曲を計34曲発表。ギネス認定[128]。